# Place Marcel-Paul
La place Marcel-Paul est une voie du 14e arrondissement de Paris, en France.

## Situation et accès
La place Marcel-Paul est une voie privée située dans le 14e arrondissement de Paris. Elle débute  allée du Château-Ouvrier et se termine en impasse.

## Origine du nom
Elle porte le nom de l'homme politique Marcel Paul (1900-1982).

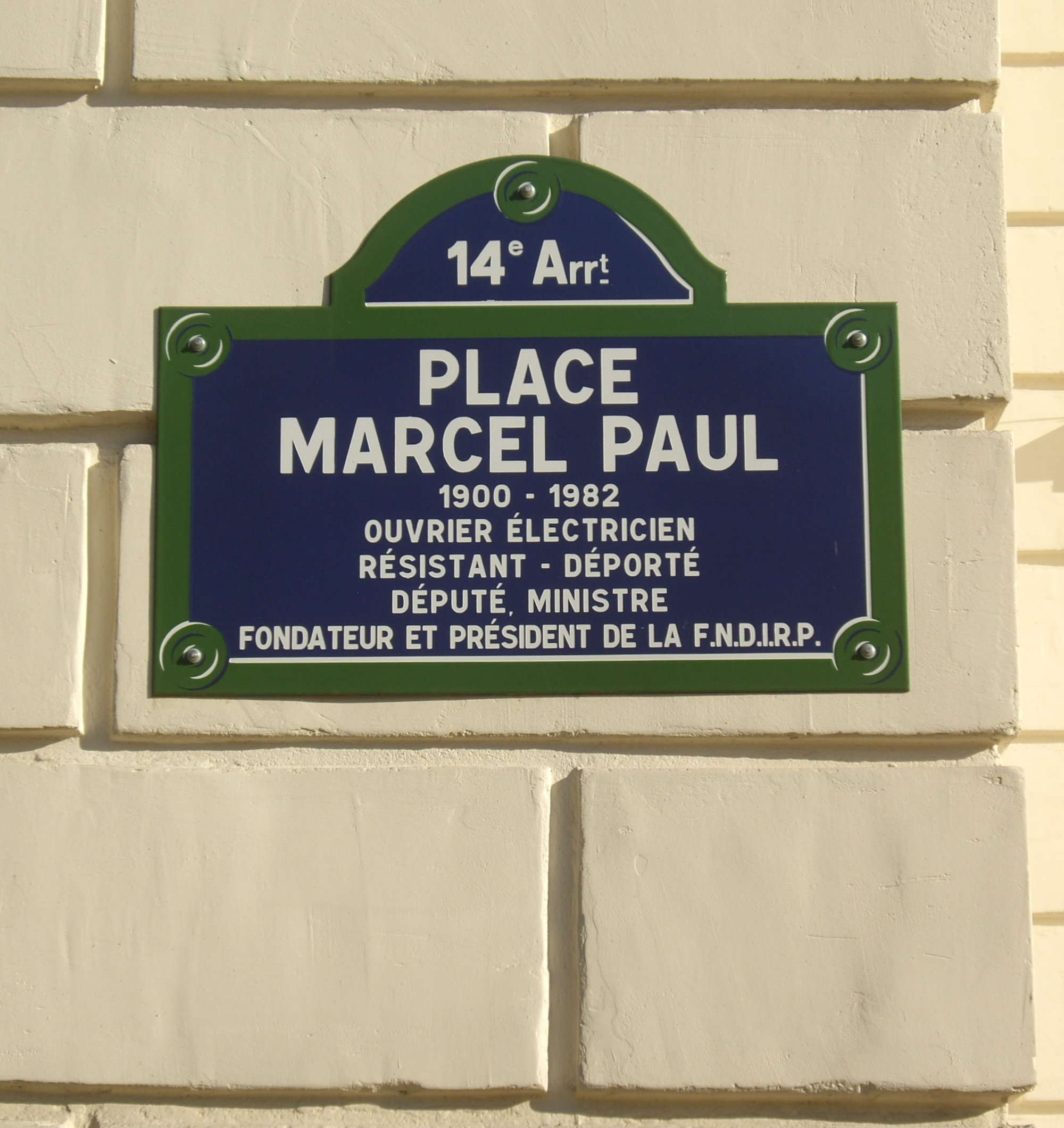
Plaque de rue de la place Marcel-Paul.

## Historique
La place est créée dans le cadre de l'aménagement de la zone d'aménagement concerté (ZAC) Didot sous le nom provisoire de « voie BK/14 » et prend sa dénomination actuelle le 18 mai 2005. 